# Piper Cub
 (mai 2017).
Si vous disposez d'ouvrages ou d'articles de référence ou si vous connaissez des sites web de qualité traitant du thème abordé ici, merci de compléter l'article en donnant les références utiles à sa vérifiabilité et en les liant à la section « Notes et références ».
Pour les articles homonymes, voir J-3, L-4 et Cub.

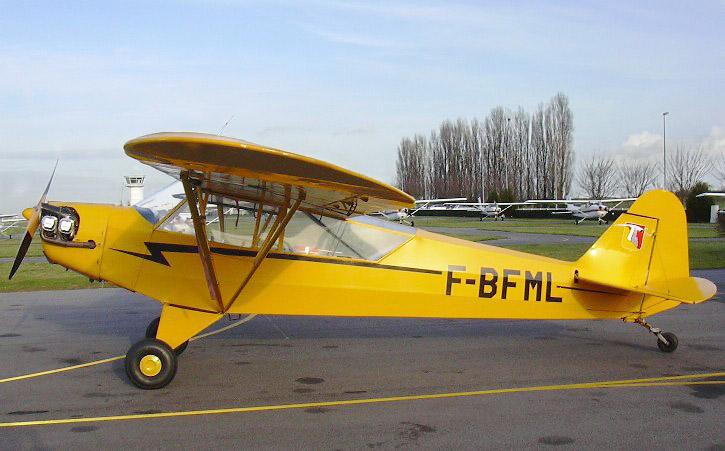

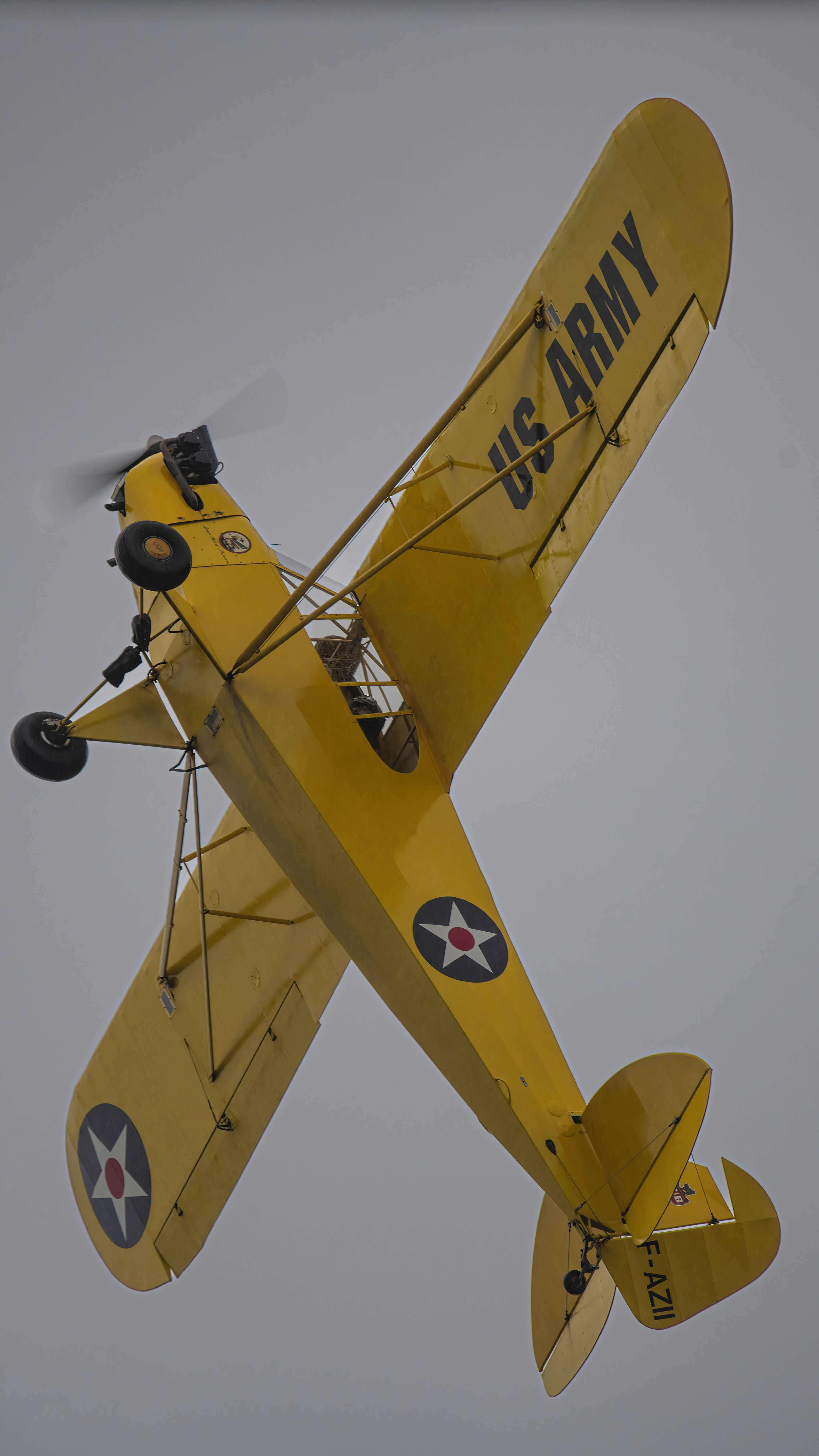
Piper J3 Cub F-AZII en présentation. Aérodrome eu-le Tréport -Mers. Pilote Vincent Moisson. le 8 septembre 2024

Le Piper Cub, ou Piper J-3 est un avion léger monomoteur dont la conception remonte aux années 1930. Construit à plus de 20 000 d'exemplaires, il reste aujourd'hui l'un des avions à train classique les plus connus et appréciés.

## Les origines
Les origines du Cub remontent au Taylor E2 Tiger Kitten de la Taylor Brother's Airplane Company qui était motorisé par un moteur Brownbach de seulement 20 ch.
La société Taylor sera rachetée par l'homme d'affaires William Piper et en 1937 sort le premier Piper J-3 Cub équipé d'un moteur Continental A50 de 50 ch.
L'avion sera un énorme succès commercial et plusieurs milliers seront fabriqués avant l'entrée en guerre des États-Unis.
On a souvent comparé le J-3 à la Ford T, car ce fut l'avion qui popularisa l'aviation au même titre que la Ford popularisa l'automobile.
De plus, de même que la Ford T pouvait être peinte de n'importe quelle couleur pourvu que ce fût en noir, les Cub seront tous peints en jaune avec une fine bande noire en forme de flèche brisée le long du fuselage.
Le Piper Cub a formé des générations de pilotes. C’est un avion sans superflu : il n’y a pas de volets, pas d’assistance, pas de démarreur, tout est commandé par des câbles. C’est une aviation pure où on va à l’essentiel. Les pilotes l’appelaient le « grasshopper », la sauterelle, parce qu’il a des amortisseurs à sandow qui restituent l’énergie, ce qui fait rebondir l’avion à l’atterrissage. Le système de ces amortisseurs est simple : les deux barres inférieures du train triangulé sont équipées de Sandow (nom de son inventeur). À l'impact les jambes peuvent légèrement s'écarter. En réalité ce type de suspension n'amortit presque rien et rend l’avion délicat à poser.
Dès avant guerre, la gamme sera complétée par deux dérivés : Le J-4 Cub Coupe biplace côte à côte et le J-5 Cub Cruiser triplace.

## La Seconde Guerre mondiale
Pendant la guerre, le J-3 sera sélectionné par l'armée américaine comme avion d'entraînement, d'observation, de liaison et d'évacuation de blessés.
Plusieurs milliers seront construits sous la désignation Piper L-4, reconnaissables à leur cabine plus largement vitrée que les versions civiles.
Les L-4 seront surnommés Grasshoppers, c’est-à-dire sauterelles, pour leur tendance à rebondir à l'atterrissage.
Un planeur d'entraînement sera même dérivé du J-3 sous la désignation TG-8.
C'est un Piper Cub (no 329911) qui, le 24 août 1944 avec le capitaine Jean Callet aux commandes et le lieutenant Étienne Mantoux comme observateur, survolera à très basse altitude Paris et la Préfecture de Police pour transmettre aux résistants le message de Philippe Leclerc de Hauteclocque « Tenez bon, nous arrivons » annonçant l'arrivée imminente des troupes franco-américaines afin de délivrer la ville de l'occupation allemande. L'armée française l'utilisera également pendant la guerre d'Algérie (observations, météo, déplacement de l'état major, photos, etc.). Plus tard, l'Alat s'en servira pour surveiller le mur de Berlin, avec des vols au petit matin. Cet avion peut voler à basse vitesse, appelé vol au second régime 2 050 tr/min vitesse 60 nœuds ; à cette étape de vol, l'avion est très silencieux. L'astuce était dans la mesure du possible de voler vers l'ennemi face au vent ; le bruit étant déjà relativement faible, l'avion devenait presque silencieux, le vent de face chassant le bruit vers l'arrière. Cela surprenait bien des gens au sol. Dans les années 1980, ces avions étaient employés à la surveillance des forêts dans le Sud de la France pour observer les débuts d'incendie, ils étaient basés sur l'aérodrome du Luc - Le Cannet. Cette activité a été annulée après l'installation de miradors.
Durant la Seconde Guerre mondiale, au cours de la campagne d'Italie, le médecin colonel Chavialle, directeur du service de santé de la 4 DMM (division marocaine de montagne) transformera les Piper Cub alors utilisés comme avions d'observation en avions d'évacuation sanitaire, sauvant des centaines de vies et faisant l’admiration du général Mark Wayne Clark qui commandait alors l’armée américaine.

## L'après-guerre
Les Piper Cub revendus sur place par l'armée américaine feront la joie des aéro clubs européens et le J-3 deviendra l'un des avions légers les plus populaires de l'époque.
La production du J-3 reprendra après-guerre, suivie des modèles PA-11 Cub Special plus puissant, PA-12 Super Cruiser triplace et PA-14 Family Cruiser quadriplace.
Le dernier dérivé du Cub sera le PA-18 Super Cub, produit de 1949 jusqu'à 1994 et doté de moteurs de 90 à 150 ch, ainsi que sa version militaire, le PA-19 ou L-18.
Aujourd'hui encore, les Cub restent très populaires et très recherchés pour leurs qualités de vol et leur faible coût d'exploitation.
Ils constituent un excellent avion pour l'apprentissage du train classique et permettent d'entrer à peu de frais dans le monde des avions de collection.
De nombreuses armées s'équiperont de ce modèle pour le début de la formation de leur pilotes et l'utiliseront longtemps comme appareils d'observation comme l’ALAT durant la guerre d'Algérie.

## Caractéristiques techniques supplémentaires
- Monoplan à aile haute semi-cantilever sans volets
- Biplace en tandem à cabine fermée (le pilote étant en place arrière pour des raisons de centrage s'il est seul à bord)
- Train classique fixe avec roulette de queue
- Moteur Continental 4 cylindres à plat refroidi par air

Le moteur se lance à la main, même si beaucoup sont aujourd'hui équipés d'un démarreur électrique
- Réservoir d'essence de 45 litres dans le nez de l'appareil
- Consommation : 16 l/h
- Masse à vide : environ 300 kg ou plus, selon équipements (démarreur, alternateur, radio, ...)
- Distance de décollage : 130 m
- Passage des 15 m : 245 m
- Distance d'atterrissage après passage des 15 m : 200 m
- Roulage à l'atterrissage : 115 m

Compte tenu de ces distances, il peut être considéré comme un avion à décollage et atterrissage court (ADAC).

## Production
Au total, depuis les premiers E-2 de Taylor, plus de 40 000 Cub ont été construits :
- J-3 Cub : 20 159 de 1938 à 1947 dont 5 867 L-4
- J-4 Cub Coupe : 1 251 de 1938 à 1942
- J-5 Cub Cruiser : 1 506 de 1940 à 1945
- PA-11 Cub Special : 1 541 de 1947 à 1950
- PA-12 Super Cruiser : 3 759 de 1946 à 1948
- PA-14 Family Cruiser : 238 de 1948 à 1949
- PA-18 Super Cub : 10 224 de 1949 à 1981 puis 102 de 1988 à 1994

Quelques Cub seront également construits sous licence dont des PA-18 par la société texane WTA de 1982 à 1988.
Aujourd'hui, la société Cub Crafter dans l'État de Washington produit toujours une version modernisée du PA-18 nommée Top Cub.
Cet avion est aussi un classique de l'aéromodélisme et de nombreuses firmes l'ont proposé en kit ou en prêt à voler, à de nombreuses échelles.